# 毛约尔·韦罗妮卡
毛约尔·韦罗妮卡（匈牙利語：Major Veronika，1997年3月19日—），匈牙利女子射击运动员，2019年欧洲锦标赛女子25米手枪银牌得主和女子10米气手枪铜牌得主、2023年世界射击锦标赛女子10米气手枪团体银牌得主。